# Petzl
Petzl è un'azienda francese che produce materiali per lo sport, come arrampicata, alpinismo, speleologia e torrentismo, e materiali professionali per il lavoro in altezza. È stata fondata nel 1968 da Fernand Petzl. La sede sociale è a Crolles, vicino a Grenoble, in Francia, mentre le sedi produttive si trovano in Francia e in Malaysia. Ha inoltre una filiale negli Stati Uniti.

## Storia

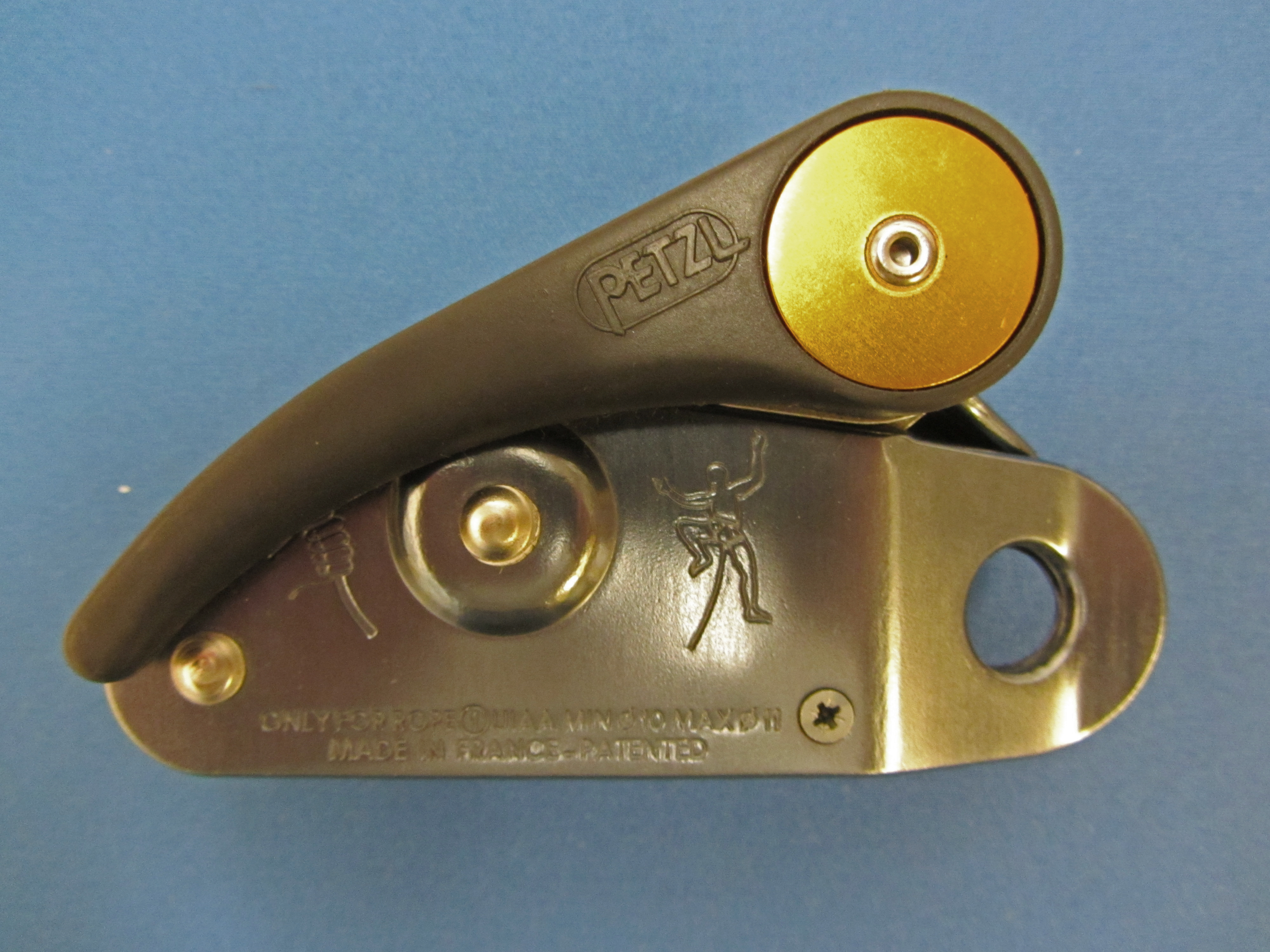
Gri-gri Petzl, primo modello

Il fondatore dell'azienda, Fernand Petzl (1913-2003), era un appassionato di speleologia. Tra l'inizio degli anni '30 e la fine degli anni '60 mentre si dedicava a questa attività inventò dei dispositivi bloccanti e dei discensori. Nel 1968 fondò l'azienda Petzl con la quale iniziò a produrre in serie questi dispositivi, denominati Basic e Simple. Dal 1970 si occupò anche di materiali per l'alpinismo, come le lampade frontali, insieme ai figli Pierre e Paul. Nel 1982 Amorini, storico distributore di attrezzatura sportiva e outdoor in Italia, divenne il primo distributore europeo di Petzl. Dal 1990 l'azienda iniziò a occuparsi anche del settore professionale e nel 1991 venne commercializzato il primo Gri-gri, freno utilizzato in arrampicata e alpinismo. Nel 2000 il gruppo si espanse, acquistando l'azienda Charlet Moser produttrice di piccozze e ramponi.

## Prodotti per lo sport

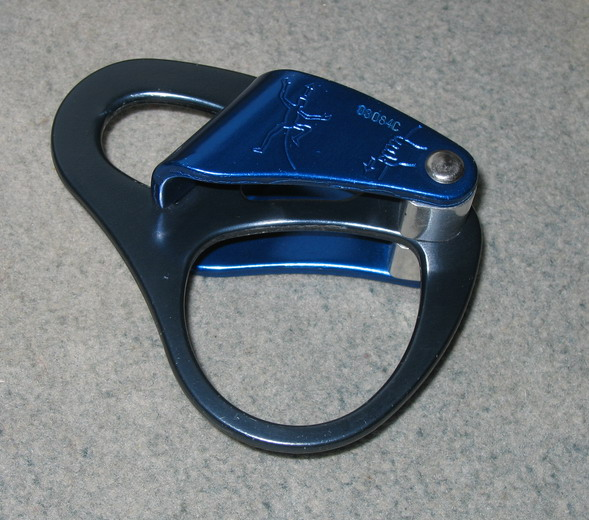
Reverso Petzl, primo modello

Nel seguente elenco sono riportati alcuni dei materiali per lo sport più significativi prodotti dall'azienda Petzl.
- Staffe
- Cliffhanger
- Fettucce
- Chiodi da roccia e da ghiaccio
- Spit e Fix
- Freni, tra cui i famosi gri-gri e reverso, e discensori
- Caschetti
- Imbragature
- Moschettoni
- Piccozze
- Ramponi
- Lampade frontali

## Prodotti per il lavoro

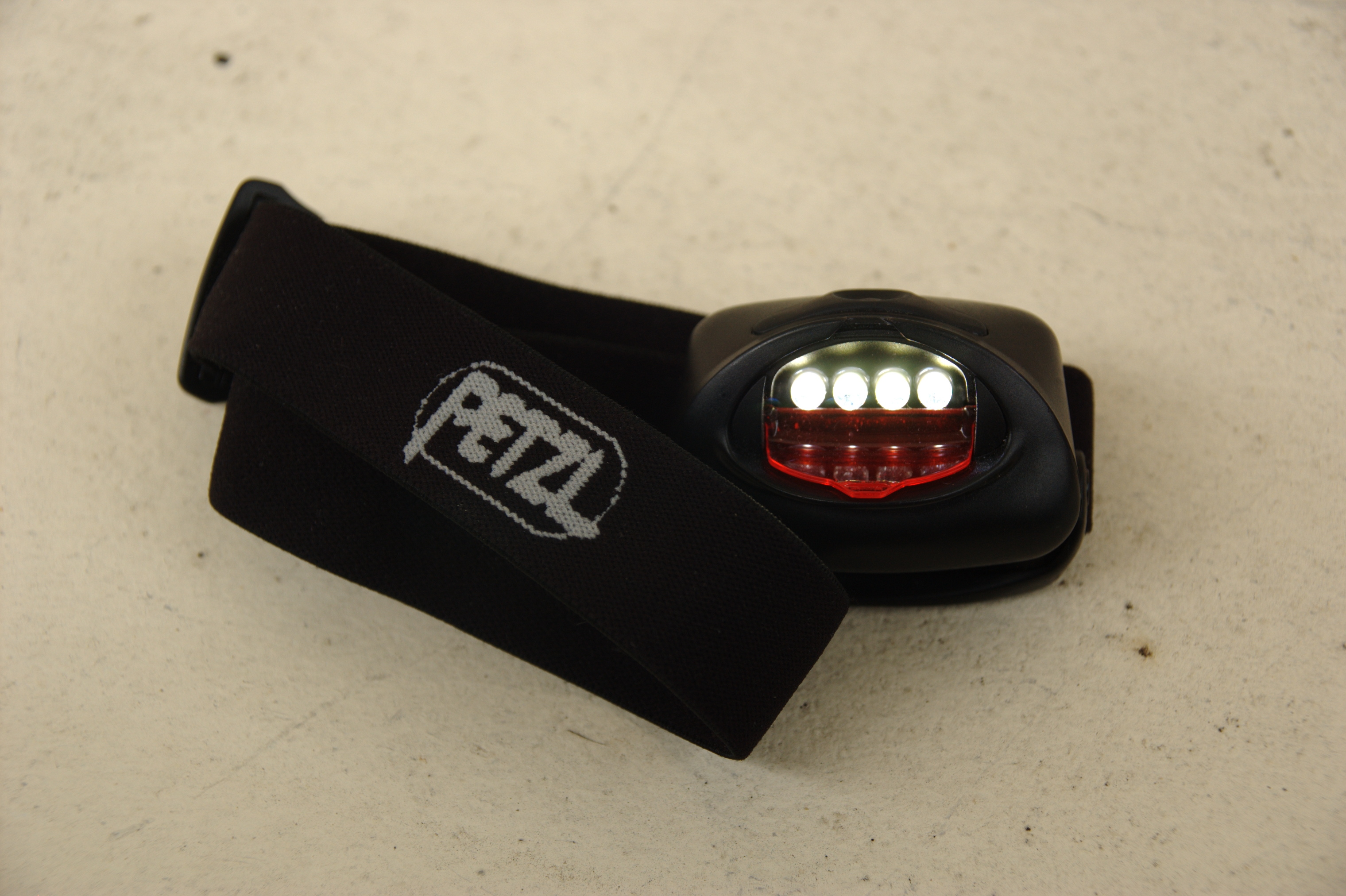
Tikka Petzl, lampada frontale a led

Nel seguente elenco sono riportati alcuni dei materiali professionali da lavoro più significativi prodotti dall'azienda Petzl.
- Ancoraggi
- Anticaduta di tipo guidato
- Bloccanti
- Carrucole
- Caschi
- Connettori
- Corde
- Cordini e assorbitori d'energia
- Discensori
- Imbracature
- Sacchi e accessori